# 11777 Hargrave
11777 Hargrave (3526 T-3) là một tiểu hành tinh vành đai chính.